# 脱贫攻坚题材重点电视剧展播
脱贫攻坚题材重点电视剧展播是中华人民共和国国家广播电视总局在2020年部署的一项活动。为深入贯彻落实中共中央总书记习近平在决战决胜脱贫攻坚座谈会上的重要讲话精神，充分发挥电视剧特色和优势，讲好脱贫攻坚故事。为如期完成脱贫攻坚目标任务、全面建成小康社会营造浓厚氛围，因此就做好脱贫攻坚题材电视剧创作播出工作通知。
2020年3月16日，国家广播电视总局电视剧司发布《国家广电总局办公厅关于做好脱贫攻坚题材电视剧创作播出工作的通知》。文件列出了国家广播电视总局选出的22部脱贫攻坚题材重点电视剧。《通知》指出，在脱贫攻坚题材电视剧的购买、排播力度上要整体布局，科学规划，分批次、有节奏地推出，做到主题鲜明、高潮迭起，实现最佳播出效果。要把好选剧关、品质关，确保好作品进入好平台、好时段。各级电视台要拿出重点频道和时段，做好重点剧目播出和宣传，省级卫视黄金时段要优先排播广电总局推荐的重点剧目。剧目播出時电视台需加上“国家广播电视总局脱贫攻坚重点剧目”标识。

## 剧目名单
以下按广电总局电视剧司通知中的排序，列出全部22部参考剧目。
| 序號 | 節目名稱               | 播放頻道                     | 播映狀況           | 備註                                         | 參考資料               |
| ---- | ---------------------- | ---------------------------- | ------------------ | -------------------------------------------- | ---------------------- |
| 1    | 《一个都不能少》       | 央視一套                     | 播映完畢           |                                              | [ 5 ]                  |
| 2    | 《绿水青山带笑颜》     | 湖南衛視                     | 播映完畢           |                                              | [ 6 ]                  |
| 3    | 《花繁叶茂》           | 央視一套                     | 播映完畢           |                                              | [ 7 ]                  |
| 4    | 《我们在梦开始的地方》 | 浙江衛視、江蘇衛視           | 播映完畢           | 「庆祝中华人民共和国成立七十周年」展播劇之一 | [ 8 ]                  |
| 5    | 《爱在青山绿水间》     | 央視八套                     | 播映完畢（2023年） |                                              |                        |
| 6    | 《寻找北极星》         |                              | 即將播映           | 「庆祝中华人民共和国成立七十周年」展播劇之一 |                        |
| 7    | 《好雨知时节》         | 山東衛視                     | 播映完畢（2021年） | 「庆祝中华人民共和国成立七十周年」展播劇之一 | [ 9 ]                  |
| 8    | 《遍地书香》           | 北京衛視                     | 播映完畢           |                                              | [ 10 ]                 |
| 9    | 《我的金山银山》       | 東方衛視                     | 播映完畢           |                                              | [ 11 ]                 |
| 10   | 《枫叶红了》           | 央視一套                     | 播映完畢           |                                              | [ 12 ]                 |
| 11   | 《最美的乡村》         | 央視一套                     | 播映完畢           |                                              | [ 13 ]                 |
| 12   | 《日头日头照着我》     | 安徽衛視                     | 播映完畢（2021年） | 曾於2020年10月在东方影视频道播放             | [ 14 ]                 |
| 13   | 《阿坝一家人》         | 浙江衛視、江蘇衛視           | 播映完畢（2021年） |                                              | [ 15 ]                 |
| 14   | 《落地生根》           |                              | 即將播映           |                                              |                        |
| 15   | 《三泉溪暖》           | 央視一套                     | 播映完畢（2022年） |                                              | 原名《我们的小康时代》 |
| 16   | 《温暖的味道》         | 湖南衛視                     | 播映完畢（2021年） |                                              | [ 17 ]                 |
| 17   | 《那些日子》           | 江蘇衛視                     | 播映完畢（2021年） | 原名《脱贫先锋》                             | [ 18 ]                 |
| 18   | 《江山如此多嬌》       | 湖南衛視                     | 播映完畢（2021年） | 原名《湘西纪事》                             | [ 19 ]                 |
| 19   | 《雪莲花盛开的地方》   | 央視一套                     | 播映完畢（2023年） | 原名《雪线》                                 |                        |
| 20   | 《金色索玛花》         | 央視一套                     | 播映完畢           |                                              | [ 20 ]                 |
| 21   | 《那山那海》           | 央視一套                     | 播映完畢（2022年） |                                              | 原名《山哈闹海》       |
| 22   | 《石头开花》           | 浙江衛視、江蘇衛視、東方衛視 | 播映完畢           | 原名《脱贫十难》                             | [ 21 ]                 |

## 相關
- 庆祝中华人民共和国成立七十周年国家广播电视总局优秀剧目展播